# Federação Carnavalesca de Pernambuco
Federação Carnavalesca de Pernabuco - FECAPE ou FCP é uma entidade que participa da organização do Carnaval no estado de Pernambuco, em especial na capital Recife.
A entidade foi criada no ano de 1935, inicialmente com o nome de  Fundação da Federação Carnavalesca, por um grupo de empresários pernambucanos formado por Mário Melo, os irmãos Arnaldo e Oscar Moreira Pinto; Natividade e Rafael Fischer, da Companhia de Bondes do Recife e a família Vitta. Foi criado, assim, o Quartel General do Frevo, na Pracinha do Diário.
A FECAPE, antes também conhecida como FCPE, foi reconhecida como de utilidade pública nos anos 30, o que possibilitou receber verbas do governo. O objetivo de sua criação era disciplinar, centralizar e regulamentar o carnaval.
Entre os anos 90 e início dos 2000, organizou um dos desfiles de escolas de samba de Recife, sendo que em 2000, apenas uma escola, a Unidos da Mangueira, disputou o seu concurso, sendo considerada a campeã.